# ويليام لوكاس (سياسي)
ويليام لوكاس (بالإنجليزية: William Lucas)‏ هو سياسي أمريكي، ولد في 1928 في هارلم في الولايات المتحدة. حزبياً، نشط في الحزب الجمهوري. توفي يوم 30 مايو 2022.